# Birdwood
Birdwood är en ort i Australien. Den ligger i kommunen Adelaide Hills och delstaten South Australia, omkring 35 kilometer öster om delstatshuvudstaden Adelaide. Antalet invånare är 1 125.
Närmaste större samhälle är Williamstown, omkring 18 kilometer nordväst om Birdwood. 
Trakten runt Birdwood består till största delen av jordbruksmark. Runt Birdwood är det mycket glesbefolkat, med 3 invånare per kvadratkilometer. Genomsnittlig årsnederbörd är 419 millimeter. Den regnigaste månaden är juli, med i genomsnitt 68 mm nederbörd, och den torraste är december, med 8 mm nederbörd.